# Tetsurō Yano

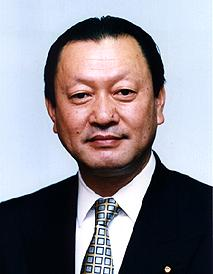
Tetsurō Yano

Tetsurō Yano (jap. 矢野 哲朗, Yano Tetsurō; * 6. November 1946 in Utsunomiya, Präfektur Tochigi) ist ein japanischer Politiker der Shintō Kaikaku, ehemaliger Abgeordneter im Sangiin, dem Oberhaus, für Tochigi und ehemaliger Staatssekretär.
Yano schloss 1970 sein Studium der Politikwissenschaften an der rechtswissenschaftlichen Fakultät der Keiō-Universität ab. Anschließend wurde er Angestellter bei Sankyō Bussan 1983 wurde er für die erste von drei Legislaturperioden ins Präfekturparlament Tochigi gewählt. Bei der Sangiin-Wahl 1992 wechselte Yano in die nationale Politik und erhielt als Kandidat der Liberaldemokratischen Partei (LDP) in Tochigi (bis 2004: zwei Mandate) den zweithöchsten Stimmenanteil. Er wurde 1998 und 2004 wiedergewählt. In der LDP gehörte er zuletzt zur Ibuki-Faktion.
In den 1990er Jahren war Yano unter anderem parlamentarischer Staatssekretär (seimujikan) in der Verteidigungsbehörde und im Landwirtschaftsministerium. 1999 übernahm er im Sangiin den Vorsitz des Auswärtigen und Verteidigungsausschuss. 2002 wurde er im Kabinett Koizumi Staatssekretär (fuku-daijin, „Vizeminister“) im Außenministerium.
Im April 2010 verließ Yano gleichzeitig mit dem ehemaligen Sozialminister Yōichi Masuzoe die LDP. Gemeinsam mit Mitgliedern des Kaikaku Club gründeten sie für die Sangiin-Wahl 2010, bei der Yano selbst nicht als Kandidat antrat, die Shintō Kaikaku unter Masuzoes Vorsitz. Yano ist stellvertretender Vorsitzender der Partei.

## Familie
Yanos Vater Noboru war LDP-Abgeordneter im Sangiin für Tochigi, sein Onkel Masao in der Nachkriegszeit Abgeordneter des 1. Wahlkreises Tochigi im Shūgiin für die Demokratische Partei.